# Franz Antoine
Franz Antoine (Vienna, 23 febbraio 1815 – Vienna, 11 marzo 1886) è stato un botanico austriaco.
Dal 1865 fu direttore dei giardini reali della monarchia austriaca/austro-ungarica. Era un'autorità nella famiglia botanica delle Bromeliaceae ed era anche un appassionato fotografo. Le sue fotografie di nature morte, piante e scene di Vienna furono presentate alle mostre a Vienna (1864, 1873) e Parigi (1867). Tra le sue opere scritte c'erano le seguenti:
- Die Coniferen, (1840-1847).
- Der Wintergarten der K.K. Hofburg zu Wien, (1852).
- Coniferen des Cilicischen Taurus – con Theodor Kotschy, (1855).
- Phyto-Iconography der Bromeliaceen, (1884).